# Sielsowiet Udział
Sielsowiet Udział (biał. Удзелаўскі сельсавет, Udziełauski sielsawiet; ros. Уделовский сельсовет) – sielsowiet na Białorusi, w obwodzie witebskim, w rejonie głębockim, z siedzibą w Udziale.

## Demografia
Według spisu z 2009 sielsowiet Udział zamieszkiwało 2883 osób, w tym 2544 Białorusinów (88,24%), 227 Polaków (7,87%), 87 Rosjan (3,02%), 12 Ukraińców (0,42%), 10 osób innych narodowości i 3 osoby, które nie podały żadnej narodowości.
Do 2019 liczba ludności spadła do 2431 osób. Największymi miejscowościami były wówczas Peternów (628 mieszkańców), Udział (441 mieszkańców), Miereckie (389 mieszkańców), Mosarz (303 mieszkańców), Wierzchnie (227 mieszkańców) i Łozicze (112 mieszkańców). Liczba ludności żadnej z pozostałych miejscowości nie przekraczała 54 osób.

## Geografia i transport
Sielsowiet położony jest na Pojezierzu Białoruskim, w zachodniej części rejonu głębockiego. Od południowego wschodu graniczy z Głębokim.
Przez sielsowiet przebiega droga republikańska R3.

## Miejscowości
- agromiasteczko:
  - Udział
- wsie:

| - - Adamowce - Bierwiaki - Choćki - Dziechciary - Girstuny - Hatówki - Jaryżyno - Kasztelanowszczyzna - Kowalonki | - - Łozicze - Łuck Mosarski - Łużki - Maciasy - Miereckie - Mosarz - Murzy - Nowosiółki - Owsianiki | - - Panfiłowszczyzna - Papszyce - Peternów - Pietrowskie - Rakowce - Rusaki - Sapelino - Sieńkowce | - - Sokołowo - Szocie - Waśki - Wierzchnie - Worońce - Zabiele - Zaleskie - Zapaśniki |